# Бутман, Шмуэль
Шмуэль Менахем Бутман (англ. Rabbi Shmuel Menachem Butman; 30 января 1943 — 22 июля 2024) — американский раввин Хабада в Краун-Хайтс, Бруклин, штат Нью-Йорк. Он был директором Любавичской молодёжной организации. В течение многих лет он работал директором еженедельного журнала «L’Chaim».

## Деятельность
Бутман был председателем Международной кампании за приведение Мошиаха. Он был основателем еженедельного хабадского журнала «L’Chaim» и вносил пожертвования в предвыборную кампанию бывшего мэра Нью-Йорка Рудольфа Джулиани.
Он был организатором ежегодного Парада мицва-танков. Он также вёл еженедельную радиопередачу под названием «Мошиах в эфире» и с 1980-х годов был директором еженедельного хабадского журнала «L’Chaim». Его еженедельная колонка «Вызов» (Challenge) публиковалась в газете The Jewish Press.
В 1992 году он выступил перед Палатой представителей США по приглашению Чака Шумера, представляя Хабад, в честь 90-летия Менахема-Мендла Шнеерсона.

### Беспорядки в Краун-Хайтс
Бутман выступил с главной речью на похоронах Янкеля Розенбаума. Он похвалил действия полиции, но выразил гнев против участников беспорядков, сравнив их действия с европейскими погромами XIX века. «Сначала Краун-Хайтс, затем Вашингтон-Хайтс, затем Голанские высоты. Это еврейский вопрос. То, что произошло в Краун-Хайтс, не было единичным инцидентом». Он также прокомментировал: «Это не Польша в 1881 году. Это Соединённые Штаты в 1991 году!»

### Мессианизм
Перед смертью Шнеерсона Бутман активно участвовал в движении за коронацию его как «Короля-Мошиаха». Его считали лидером этого движения, организующим митинги для принятия этого провозглашения. Он использовал декламацию лозунга Йехи в присутствии Шнеерсона без его жалоб в качестве доказательства того, что он действительно был Мессией. Он организовал митинг 30 января 1993 года, который был объявлен церемонией коронации Шнеерсона. Перед митингом он сообщил прессе, что «это будет коронация ребе как Мелех ха-Машиаха (Царь Мессия)». Бутман был вынужден отступить во время мероприятия, заявив, что появление Шнеерсона не означает его принятия роли Мессии. Он сказал 8000 собравшимся последователям (а также многим другим людям по всему миру, наблюдающим через спутник), что это событие «не следует интерпретировать как коронацию».
Бутман написал книгу, в которой изложил религиозное и философское обоснование веры в то, что Шнеерсон был мессией, несмотря на его смерть в 1995 году. Он сделал книгу доступной в свободном доступе в интернете.
Когда в 1996 году Совет раввинов Америки (RCA) осудил мессианство внутри Хабада, Ш. Бутман перешёл в наступление, заявив прессе: «Раввин Шмуэль Бутман, председатель Международной кампании за приведение Машиаха, ответил RCA, сказав: «Вопросы веры в иудаизме являются вопросом галахи [еврейского закона] и должны быть переданы на рассмотрение гигантов Торы для принятия решения», добавив, что резолюция «похожа на голосование против ребе».
Многие считали его представителем мессианского течения внутри Хабада. Он сказал прессе в декабре 1994 года, после смерти Шнеерсона: «Не некоторые люди в сообществе, а все люди в сообществе, а также Любавичи во всём мире верят… что Ребе выведет нас из изгнания и что Ребе поведёт нас к великому окончательному искуплению».
В последующие годы он был менее откровенен в своих мессианских убеждениях. С февраля 2008 года он представлял еженедельную интернет-программу Торы «Shabbos Night Live» на основных сайтах Хабада COLlive.com и COL.org.il.
На церемонии Бирхат ха-хама (Благословение солнца) на 770 Eastern Parkway он был согласованным кандидатом на роль ведущего этого редкого мероприятия.

## Личная жизнь и смерть
Бутман был женат на Рохель Бутман, у них шестеро детей: Велвел, Джозеф, Йехудис, Хана, Бася и Хаддаса. Его сын раввин Велвел Бутман был исполнительным директором Хабад Любавич Уэстчестер округа Уэстчестер, пока он не был отстранён от должности Центральным штабом Хабада за отказ выдать жене гет (еврейский документ о разводе); его сын раввин Джозеф Бутман является директором Хабада в Армонке, Чаппакуа и Плезантвилле (округ Уэстчестер, Нью-Йорк); его зять раввин Мордехай Ньюман является директором Хабада Александрии-Арлингтона в Вирджинии; его зять раввин Бенцион Корф является директором ешивы Гедола Большого Майами в Майами-Бич, Флорида; его зять раввин Иегуда Хебер является директором Хабада в Йорктауне, Кортландте и Сомерсе (округ Уэстчестер, Нью-Йорк). Шмуэль Бутман умер 22 июля 2024 года в возрасте 81 года.